# 久美愛厚生病院
岐阜県厚生農業協同組合連合会久美愛厚生病院（ぎふけんこうせいのうぎょうきょうどうくみあいれんごうかいくみあいこうせいびょういん）は、岐阜県高山市にある医療機関。JA岐阜厚生連（岐阜県厚生農業協同組合連合会）が運営する病院である。全国厚生農業協同組合連合会の病院の一つである。ヘリポートも併設されており飛騨地域の救急医療を担っている。

## 概要
高山市の中核病院の一つである。病床数は300床（一般病床288床、感染病床4床、結核病床8床）。開設当初から1950年代までには、数多くの診療所を所有していた。古くは飛騨1市3郡（現在は3市1郡）の医療の中心であった。
訪問看護ステーションとして、高山市西之一色町に「ひだ訪問看護ステーション」、居宅介護支援事業所として、飛騨市古川町に「吉城サテライト」がある。また近くにJA岐阜厚生連看護専門学校がある。
同じ高山市内には、同じJA岐阜厚生連の運営する高山厚生病院（国立療養所高山病院を2002年（平成14年）に移管）があった。しかし、高山厚生病院は2023年（令和5年）10月末で閉院され、その医療療養病床は久美愛厚生病院に引き継がれた。高山厚生病院の医療療養病床の移管を前に、久美愛厚生病院では産婦人科のうち産科事業が2023年秋までに廃止され婦人科事業のみとなった。

## 沿革

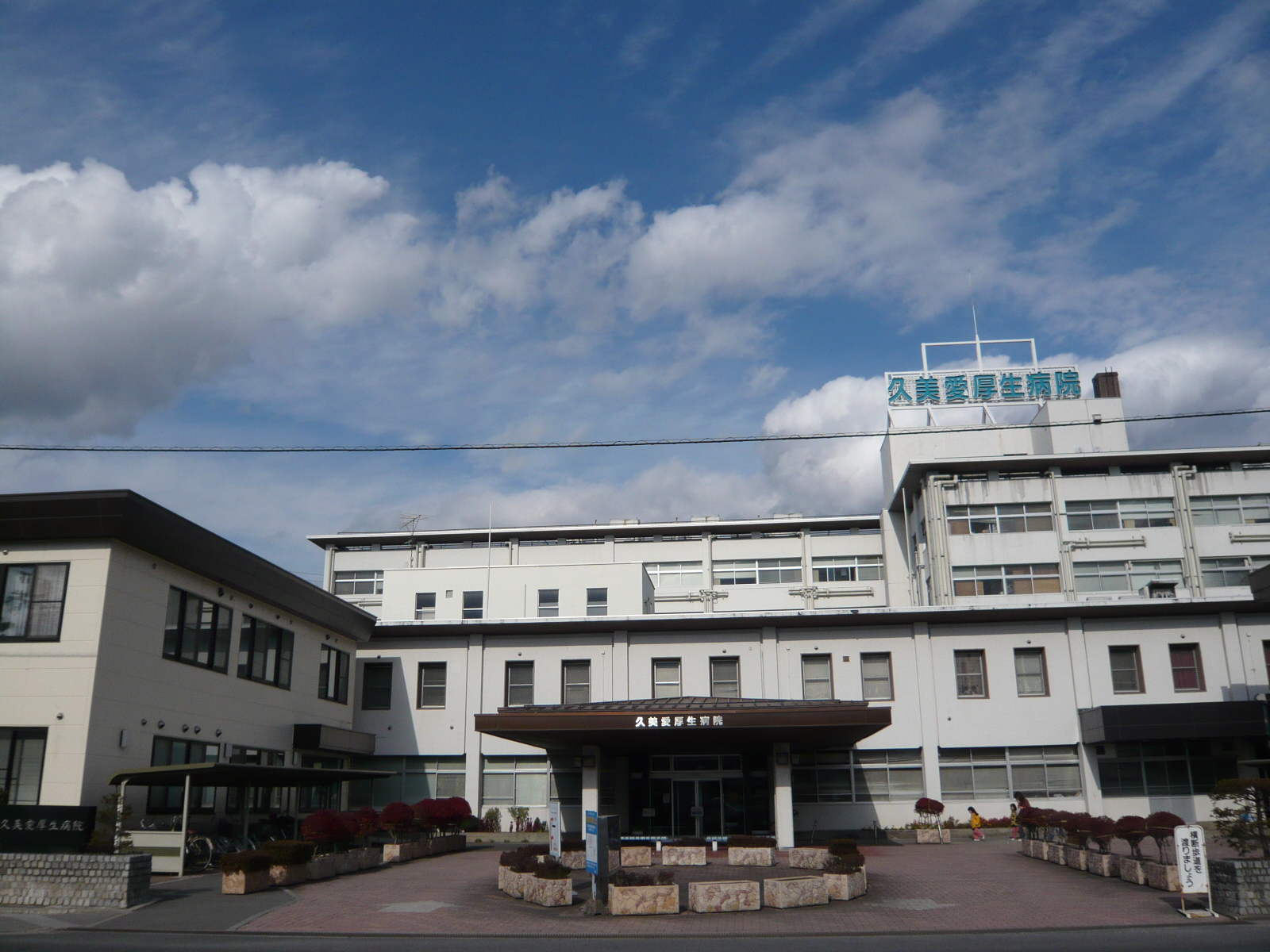
旧久美愛厚生病院（2007年11月）
テレビアニメ『氷菓』に登場する恋合病院（入須冬実の実家が経営）のモデルとなった。

- 1939年（昭和14年） - 保鐙責任飛騨医療利用組合連合会により開設。
  - 1940年（昭和15年）から1946年（昭和21年）にかけて、14箇所の診療所が設置される。これらは、1943年（昭和18年）から1954年（昭和29年）の間に、独立または廃止された。
- 1941年（昭和16年） - 岐阜県信用販売購買利用組合連合会（岐阜県農業会）に移管される。
- 1948年（昭和23年） - 岐阜県厚生農業協同組合連合会（JA岐阜厚生連）に移管される。高山久美愛病院となる。
- 2005年（平成17年） - 久美愛厚生病院に改称。
- 2012年（平成24年） - 新築移転される。跡地には高山警察署が移転した。
- 2014年（平成26年） - 岐阜県災害拠点病院および岐阜DMAT指定病院となる。

## 診察科
- 内科
- 心療内科
- 皮膚科
- 眼科
- 産婦人科
- 脳神経外科
- 小児科
- 外科
- 整形外科
- 耳鼻咽喉科
- 泌尿器科
- 麻酔科
- 放射線科
- リハビリテーション科

## 交通アクセス
- JR高山本線 高山駅より徒歩で約25分。
- 高山濃飛バスセンター（高山本線高山駅前）
  - 3番のりば　神岡線　神岡行き　「農協桐生支店前（農協前）」停留所下車、徒歩で約5分。
  - 3番のりば　古川線　古川駅前行き　「農協桐生支店前（農協前）」停留所下車、徒歩で約5分。
  - 5番のりばよりのらマイカー、「久美愛厚生病院前」停留所下車、徒歩ですぐ。

## JA岐阜厚生連の病院
- 久美愛厚生病院
- 東濃厚生病院
- 中濃厚生病院
- 西濃厚生病院
- 岐北厚生病院
- 西美濃厚生病院